# Gossensaß-Viadukt
Das Gossensaß-Viadukt (italienisch Viadotto Colle Isarco) ist eine Autobahnbrücke im Zuge der Brennerautobahn, die den Fluss Eisack, die Brenner-Staatsstraße und die Brennerbahn beim Ort Gossensaß (italienisch Colle Isarco) im Wipptal in Südtirol überquert. Das Viadukt gilt als die größte Autobahnbrücke der Autostrada A22, des italienischen Teils der Brennerautobahn, und wird daher bisweilen auch als „kleine Europabrücke“ bezeichnet.
Es liegt in einer mittleren Höhe von 1182 m s.l.m. und hat ein leichtes Gefälle. Die Höhe über dem Fluss beträgt 110 m. Es hat 13 Öffnungen und besteht aus eigenständigen Brückenbauwerken für jede Fahrtrichtung, die nur an den Fahrbahnplatten miteinander verbunden sind. Das 1028 m lange Viadukt ist insgesamt 22,10 m breit, aufgeteilt in je zwei Fahrspuren und einen Standstreifen pro Richtung.
Die Hauptbrücke ist eine Spannbetonbrücke mit einer Spannweite von 163 m in der Hauptöffnung und 91 m in den Nebenöffnungen. Die beiden rechteckigen, einzelligen Hohlkästen mit veränderlicher Bauhöhe kragen jeweils 59 m in die Hauptöffnung; der 45 m weite Zwischenraum wird von Einhängeträgern geschlossen. Die weiteren sechs Öffnungen im nördlichen Teil und die vier Öffnungen im Süden weisen Spannweiten von 78 m auf; lediglich in den beiden Randfeldern sind die Weiten auf bis zu 45,7 m reduziert. Sie werden ebenfalls durch Einhängeträger zwischen auskragenden Pfeilerköpfen überquert.
Die Stahlbeton-Pfeiler sind zwischen 21 und 87 m hohe A-förmige Strukturen; lediglich die kurzen äußersten Pfeiler sind einfache Scheiben.
Die Brücke wurde zwischen 1968 und 1969 geplant und in der Zeit von 1969 bis 1971 im Auftrag der Autostrada del Brennero SpA / Brennerautobahn AG ausgeführt. Ab den 1980er und verstärkt in den 1990er Jahren wurden zahlreiche Sanierungen der durch Streusalz verursachten Korrosionsschäden durchgeführt. In den Jahren 2007 und 2008 wurden schließlich eine externe Vorspannung und eine kontinuierliche Überwachung des Verhaltens des Tragwerks und möglicher Korrosionsschäden eingebaut.